# پیتر ماریوس اندرسن
پیتر ماریوس اندرسن (دانمارکی: Peter Marius Andersen; ۲۵ آوریل ۱۸۸۵ – ۲۰ مارس ۱۹۷۲) بازیکن فوتبال اهل دانمارک بود.
وی به‌همراه تیم ملی فوتبال دانمارک به مدال نقره در بازی‌های المپیک تابستانی ۱۹۰۸ رسیده‌است.